# LOT Charters
LOT Charters ist eine polnische Charterfluggesellschaft mit Sitz in Warschau und eine Tochtergesellschaft der LOT Polish Airlines. Sie wurde 2009 gegründet und führt Charterflüge im Auftrag von Reiseveranstaltern durch.

## Flotte
LOT Charters verfügt seit 2015 über keine eigene Flotte mehr, nachdem die letzte Boeing 737-400 an die Muttergesellschaft abgegeben wurde, seitdem werden Flugzeuge von ebendieser genutzt. Zwischenzeitlich umfasste die Flotte sechs Maschinen dieses Typs.